# 식품화학
식품화학(食品化學, 영어: food chemistry)은 모든 생물학적, 비생물학적 음식 성분에 대한 화학 과정과 상호 작용에 대한 연구이다. 생물학적 물질에는 고기, 새고기, 상추, 맥주,  젖 등을 예로 들 수 있다. 탄수화물, 지질, 단백질과 같은 주요 성분을 다루는 생화학과 비슷하지만, 물, 비타민, 무기질, 효소, 식품 첨가물, 향료, 착색제와 같은 영역을 아우르기도 한다. 이 규율은 또한 특정 식품 가공 기술에 따라 제품이 어떻게 변화하는지, 그리고 이러한 변화가 발생하지 않도록 개선하거나 방지하는 방법도 포함한다. 공정을 강화하는 예는 유당을 젖산으로 전환시키는 미생물을 사용하여 유제품의 발효를 장려하는 것이다. 이를 예방하는 예는 레몬 주스나 기타 산성수를 사용하여 갓 자른 사과 표면의 갈변을 멈추는 것이다.

## 효소
효소는 한 물질에서 다른 물질로 과정을 전환하는 데 사용되는 생화학적 촉매제이다. 또한 화학 공정을 완료하는 데 필요한 시간과 에너지를 줄이는 데도 관여한다. 베이킹, 양조, 유제품, 과일 주스 등 식품 산업의 여러 측면에서 촉매를 사용하여 치즈, 맥주, 빵을 만든다.

## 비타민
비타민은 신체의 필수 대사 반응에 소량으로 필요한 영양소이다. 이들은 영양분에서 수용성(비타민 C) 또는 지용성(비타민 E)으로 분해된다. 비타민을 적절하게 공급하면 각기병, 빈혈, 괴혈병과 같은 질병을 예방할 수 있지만, 비타민을 과다 복용하면 메스꺼움, 구토, 심지어 사망에 이를 수도 있다.

## 무기질
식품에 함유된 식이 무기질은 기능을 수행하는 데 필요한 양이 많고 다양하며, 기타 미량 원소는 과도하게 섭취할 경우 위험할 수 있다. 일일 기준 섭취량(RDI, 이전 일일 권장량(RDA))이 200mg/일 이상인 대량 미네랄은 칼슘, 마그네슘, 칼륨이고, 중요한 미량 미네랄(RDI 200mg/일 미만)은 구리, 철, 그리고 아연이며 이는 많은 식품에서 발견되지만 건강보조식품으로도 섭취할 수 있다.

## 착색
식품의 색을 바꾸기 위해 식용 색소를 첨가한다. 주로 감각 분석 목적으로 사용된다. 빨간색 염료(예: FD&C Red No.40 Allura Red AC), 케첩, 켈로그 (기업)의 프루트 룹스와 같은 제품에 부자연스러운 색상을 추가하는 등 고객이 인식하는 제품의 자연스러운 색상을 시뮬레이션하는 데 사용할 수 있다. 캐러멜은 천연 식품 염료이다. 산업적 형태인 캐러멜 색소는 가장 널리 사용되는 식용 색소이며 청량음료부터 간장, 빵, 피클까지 다양한 식품에 사용된다.

## 풍미
음식의 풍미는 특히 감각 분석에서 음식의 냄새와 맛이 소비자에게 어떻게 전달되는지에 중요하다. 이러한 제품 중 일부는 소금 및 설탕처럼 자연적으로 발생하지만 향미제는 식품에 대한 이러한 향미 중 많은 부분을 발전시킨다. 이러한 인공 향료에는 윈터그린 냄새를 생성하는 살리실산 메틸과 우유에 시큼한 맛을 주는 젖산이 포함된다.

## 식품 첨가물
식품 첨가물은 풍미를 보존하거나 맛, 모양, 냄새 및 신선도를 향상시키기 위해 식품에 첨가되는 물질이다. 이 공정은 초절이를 위해 식초를 첨가하거나 마요네즈와 같은 유제 혼합물에 유화제를 첨가하는 것만큼 오래되었다. 이러한 물질은 일반적으로 유럽 연합에서는 "E 번호"로, 미국 식품의약청에서는 GRAS("일반적으로 안전한 것으로 인정됨")로 표시된다.

## 같이 보기
- 식이 보충제
- 식품공학
- 식품미생물학
- 식품 저장
- 식품 안전
- 식품과학
- 식품 보관
- 식이 보충제
- 식품가공학